# Hormonoterapia
Se designa como hormonoterapia a aquel tratamiento que utiliza preparados con acción hormonal.

## Hormonoterapia y cáncer
La hormonoterapia se emplea frecuentemente en el tratamiento de algunos tipos de cáncer, mediante un conjunto de medidas, principalmente la utilización de fármacos dirigidos a anular la función de determinadas hormonas. Su eficacia se basa en que ciertos tumores son hormonodependientes, pues las hormonas sexuales favorecen su crecimiento, tanto los estrógenos en el caso de la mujer como los andrógenos en el varón.  La importancia de la hormonoterapia en el tratamiento del cáncer viene dada porque mejora la supervivencia y produce menos efectos secundarios que la quimioterapia. Sus limitaciones derivan del hecho de que solo es útil aplicada a determinados tumores sensibles a la misma, sobre todo los constituidos por tejidos hormonodependientes: cáncer de mama, cáncer de endometrio y cáncer de próstata.

En el cáncer de mama mediante una técnica denominada inmunohistoquímica, se analiza el tumor para comprobar si presenta receptores para las hormonas sexuales femeninas (estrógenos y progesterona). Si el resultado es positivo, ello indica que el tumor es hormonodependiente, mientas mayor sea el número de células que expresan estos receptores más alto será el grado de hormonodependencia, si el tumor no expresa receptores hormonales la probabilidad de que el tratamiento hormonal sea eficaz es muy baja. Sin embargo en el cáncer de próstata generalmente no se realizan estudios para comprobar si existen receptores hormonales, se asume su existencia, pues están presentes en la gran mayoría de los casos.
- Inhibidores de aromatasa. Los inhibidores de aromatasa son un grupo de medicamentos que bloquean la síntesis de estrógenos y reducen el nivel de esta hormona en sangre, se utilizan para el tratamiento del cáncer de mama, entre los más empleados se encuentran el anastrozol, letrozol y exemestano.

- Análogos de GnRH. Provocan un efecto similar a una castración química, es decir la supresión total en la producción de estrógenos y progesterona por el ovario en la mujer o de testosterana por los testículos en el varón. Uno de los medicamentos más empleados de este grupo terapéutico es la triptorelina en el cáncer de próstata.

- Modulador selectivo de los receptores estrogénicos. Son compuestos que se unen a receptores de estrógenos de las células de la mama, evitando que las moléculas de estrógeno se unan a dichos receptores. Este proceso provoca que el receptor no se active y no desencadene una reacción de proliferación celular. Uno de los más utilizados es el tamoxifeno que administrado durante un periodo de 5 años previene la aparición de recidivas en el cáncer de mama. Sin embargo, éste se puede unir a los receptores de estrógeno de las células del útero, provocando en este caso la activación de dicho receptor y la generación de una señal de proliferación celular. Por lo tanto, sería contraproducente para cánceres uterinos.[4]